# César Mascetti
César Alberto Mascetti (San Pedro, 9 de diciembre de 1941-San Pedro, 4 de octubre de 2022) fue un periodista y presentador de televisión argentino.
Formado en periodismo por la Universidad Nacional de La Plata. Sus inicios fueron en diario El Independiente de su localidad natal, periódico fundado por su abuelo Alejandro Mascetti en 1892, y que luego continuaría su padre, César Mascetti. Allí realizó reportajes a numerosas personalidades, crónicas policiales, críticas de cine, noticias deportivas y sociales.

## Trayectoria profesional
En 1965 comenzó a trabajar en el diario Clarín, en 1968 ingresó en el diario La Razón y en 1971 inició su carrera en Canal 13. Realizó entrevistas a personalidades como Salvador Allende, Arturo Umberto Illia, Juan Domingo Perón, Raúl Alfonsín, Carlos Menem, George Harrison, Atahualpa Yupanqui y Jorge Luis Borges, entre otros.
Cubrió sucesos relevantes como la tragedia del vuelo 571 de la Fuerza Aérea Uruguaya en los Andes (Chile, 1972), el retorno de Perón (Argentina, 1972) y la muerte del dictador Francisco Franco (España, 1975). Actuó como corresponsal de guerra en el enfrentamiento civil de Nicaragua durante la Revolución sandinista hasta la caída de Somoza.
Estuvo en TN desde el inicio en 1993 junto a Mónica. El trabajo conjunto de la pareja Cahen D'Anvers-Mascetti en Telenoche se extendió hasta 2003, año en que dejaron de trabajar en Canal 13 y Todo Noticias. El 6 de junio de 2003 contrajo matrimonio con Mónica Cahen D'Anvers, su compañera por 25 años. El 20 de abril de 2004 comenzó a trabajar junto a su esposa en Radio Del Plata en un programa titulado Mónica y César. La histórica dupla de Telenoche fue convocada por el empresario Marcelo Tinelli, quien adquirió la emisora ese año. El programa, que iba a los mediodías de la radio, duró hasta 2015, tras la cual ambos se retiraron de la actividad periodística.
Falleció a la edad de 80 años el 4 de octubre de 2022.

## Televisión
- 1974-1976: Los temas del día
- 1978-1980: Mónica Presenta, junto a Mónica Cahen D’Anvers
- 1981-1984: De 7 a 8 de la tarde
- 1985: El Espejo... Para que la Gente se Mire
- 1986: El Espejo del País
- 1985/1987/1989: El Candidato
- 1988: Desayuno "Aurora Grundig"
- Enero-julio de 1989: Medianoche "Aurora Grundig"
- Julio-diciembre de 1989: El Reporter 13 Canal 13
- Enero-marzo de 1990: Canal 13 Informa, primera edición
- 1990-1991: Teledía 13 Canal 13
- 1991-2003: Telenoche Canal 13
- 1993-1995: ¿Te Acordás, César? Todo Noticias
- 1996-2003: Nave César Todo Noticias
- 2004: Telenoche Especial

## Premios y reconocimientos
En 1979, el programa Mónica presenta obtuvo el premio Ondas en el rubro «mejor periodístico de Iberoamérica».
El noticiero Telenoche ―durante el período en que César fue su conductor junto a Mónica― obtuvo nueve premios Martín Fierro como mejor noticiero, incluido el de Oro en 2000.
En 1974, el programa Los Temas del Día recibió un Premio Martín Fierro al mejor programa periodístico; y en esa misma entrega obtuvo un Martín Fierro como mejor periodista de televisión.
En 1997 la Fundación Konex le otorgó el diploma al mérito como mejor figura televisiva de la última década correspondiente a la entrega dedicada al periodismo y la comunicación.